# World Be Gone Tour (2.ª etapa)
World Be Gone Tour es la decimonovena gira del dúo británico Erasure del año 2018 con la representación a su álbum World Be Gone. En la gira, además de presentar el álbum, se presentan algunas canciones que no se tocaban desde hace mucho tiempo y algunas que nunca habían sido tocadas como I Love Saturday. En esta gira, igualmente vuelven a visitar Sudamérica después de 7 años, es decir, desde la gira Total Pop! Tour.

## Banda
- Andy Bell (Cantante)
- Vince Clarke (Tecladista, guitarrista)
- Valerie Chalmers (Corista)
- Emma Whittle (Corista)

## Temas interpretados
1. Intro - Theme from Tales of the Unexpected
2. Mad As We Are
3. Ship of Fools
4. Oh What a World
5. Breathe
6. Just a Little Love
7. In My Arms
8. Oh L'Amour
9. Chains of Love
10. Sacred
11. Sweet Summer Loving
12. I Love Saturday
13. Victim of Love
14. Phantom Bride
15. World Be Gone
16. Take Me Out of Myself
17. Who Needs Love Like That
18. Blue Savannah
19. Drama!
20. Knocking on Your Door
21. Atomic
22. Stop!
23. Here I Go Impossible Again
24. Always
25. Lousy Sum of Nothing
26. Sometimes
27. A Little Respect
28. Love of My Life
29. Love to Hate You

## Detalles
- Esta gira se realizó para presentar el álbum World Be Gone. Se trató de una gira europea-americana. La gira arrancó con 26 temas y después de solo una fecha, la redujeron a 24 (sacaron Oh What A World y Knocking on Your Door).
- En la gira latinoamericana, redujeron el setlist a 22 temas, sacando 4 temas (I Love Saturday, Here I Go Impossible Again, Mad As We Are y Atomic) y agregando Love to Hate You. Luego, en la etapa americana de la gira, retiraron "In My Arms" y "Sacred", agregando nuevamente la canción "Atomic" (cover de Blondie).
- Se publicó un álbum en directo oficial de la gira llamado "World Be Live". Así, volvieron a publicar un álbum en directo después de 8 años, desde que publicaron "Tomorrow's World Tour Live at the Roundhouse".
- Luego de haber finalizado la gira, Erasure gana el "Best Live Act" (mejor actuación en vivo) en el AIM Awards 2018, quienes premian a las bandas de música independientes.